# Noise – Lärm!
Noise – Lärm! ist eine US-amerikanische Filmkomödie aus dem Jahr 2007. Regie führte Henry Bean, der auch das Drehbuch schrieb und den Film mitproduzierte.

## Handlung
Der erfolgreiche Anwalt David Owen lebt in Manhattan. Er reagiert empfindlich auf Geräusche, besonders auf jene der Autoalarme. Zuerst beantwortet er die Belastung mit Vandalismusakten, später startet er eine politische Kampagne gegen den Bürgermeister der Stadt. Seine Ehefrau Helen macht Schluss mit ihm. Owen findet Unterstützung in der Bevölkerung und gewinnt den Kampf gegen den Politiker.

## Kritiken
Prairie Miller schrieb in News Blaze vom 4. Mai 2008, Tim Robbins agiere im Film „ungewöhnlich verrückt und gewaltbereit“. Der Regisseur und Drehbuchautor habe Erfahrung mit „Raserei“, die jedoch nirgendwohin führe. Dem Film könne man dennoch nicht einen bestimmten draufgängerischen Geist streitig machen.
Das Lexikon des internationalen Films meinte: „Witzige und hintergründige, überzeugend gespielte Gesellschaftssatire über das Leben in einer sich verselbstständigen Moderne, die Machtlosigkeit und Überforderung des Einzelnen spiegelt.“

## Hintergründe
Der Film wurde in New York City und in Mahwah Township (New Jersey) gedreht. Seine Weltpremiere fand am 22. Oktober 2007 auf einem Festival in Rom statt, dem am 6. November 2007 das AFI Film Festival folgte. Im Januar und Februar 2008 wurde der Film in Griechenland und in Russland direkt auf DVD veröffentlicht. Am 9. Mai 2008 kam er in ausgewählte Kinos der USA.